# M1911
La M1911 es una pistola semiautomática de acción simple, alimentada por cargador, operada por retroceso directo y que dispara el cartucho .45 ACP. Fue el arma auxiliar de dotación del Ejército estadounidense desde 1911  hasta 1985. Tuvo uso extendido en la Primera Guerra Mundial, Segunda Guerra Mundial, en la guerra de Corea y en la guerra de Vietnam. La M1911 aún es portada por algunas fuerzas estadounidenses. En 1924 se modificó discretamente su forma para facilitar su empuñamiento. En esa configuración permaneció en uso hasta 1985 y aún hoy en día se sigue usando debido a su gran poder de detención, aun habiendo otros modelos más avanzados como la Glock 21, la SIG P220, H&K MK 23 y la H&K USP. La Colt's Manufacturing Company produce una versión comercial de la M1911 conocida como la Colt Government. Hasta 1940, la M1911 fue oficialmente designada Pistola Semi-Automática Calibre .45, M1911. A partir de 1924 las pistolas modernizadas se designaron Pistola Automática Calibre .45, M1911A1. Durante la guerra de Vietnam su designación cambió a Pistola Calibre .45 Automática M1911A1.
En total, los Estados Unidos adquirieron alrededor de 2,7 millones de pistolas M1911 y M1911A1 a través de contratos militares durante su vida de servicio. La M1911 fue reemplazada como arma de cargo oficial de los Estados Unidos por la pistola Beretta M9 durante la década de los 90. No obstante, la M1911 y variantes siguen en producción dada su popularidad. Algunas variantes modernizadas de la M1911 aún se encuentran en uso por algunas unidades de las Fuerzas Especiales, Navales y Cuerpo de Marina Norteamericanas.
La pistola M1911 fue diseñada por John Moses Browning y representa el diseño mejor conocido de su principio de armas operadas por retroceso corto. La pistola fue copiada extensamente y su sistema se convirtió rápidamente en el más empleado en armas durante el siglo XX y el más empleado en pistolas de fuego central modernas. La M1911 es popular entre tiradores civiles que participan en eventos competitivos como la USPSA, ISPC , IDPA y otras variantes de Tiro Práctico. Las versiones compactas son populares como armas de porte oculto entre los ciudadanos de los pocos países que permiten su posesión por civiles, esto debido a su diseño ergonómico, delgado, de bajo perfil y la potencia de detención del cartucho .45 ACP.

## Historia
Las tropas estadounidenses que participaron en la guerra filipino-estadounidense iban mal equipadas. Su pistola estándar en ese entonces era una semiautomática de calibre .38 (9,65 mm), que tenía problemas de funcionamiento por la hostilidad del ambiente selvático y era de bajo poder de parada. El ejército tuvo que volver a emplear revólveres en .45 Long Colt (su anterior estándar durante el siglo XIX) y resultaron ser más efectivos en los combates, con un buen poder de parada.
De esa guerra y una investigación militar con ganado vivo y cadáveres humanos, la famosa comisión Thompson - La Garde, se concluyó que la pistola automática con el mejor poder de parada sería una de calibre .45, cuya bala pesara 14,9 g y tuviera una velocidad aproximada de 240 m/s. Por lo anterior, en 1906 el gobierno de Estados Unidos saca a concurso la compra de una pistola que tuviera las características concluidas. De las seis empresas participantes, el modelo de la compañía Colt ganó el concurso. Este fue diseñado por John Browning, que también diseñó el cartucho apropiado para el arma, el .45 ACP.
La pistola de la Colt fue adoptada oficialmente en marzo de 1911 por el Ejército estadounidense bajo el nombre de M1911. La Armada y el Cuerpo de Marines la adoptan en 1913.
Esta pistola permaneció en servicio de forma continua en el ejército hasta enero de 1985, cuando es sustituida por la Beretta 92F/FS, que es su actual estándar, para cumplir consideraciones de la OTAN. Además, el modelo H&K Mark 23 sustituyó a la M1911 en las operaciones militares especiales. Solamente la unidad especial SWAT la sigue utilizando, aunque en una versión modernizada.
Sin embargo, los ciudadanos estadounidenses todavía la utilizan para defensa personal, porte oculto, práctica y competiciones de tiro. Además, varios ejércitos y fuerzas de orden del mundo la siguen utilizando. 
También se siguen fabricando versiones semejantes en otros calibres: .38 Super, 10 mm, .40 S&W y 9 mm Parabellum

## Características de la versión original
El problema al que se enfrenta Browning al diseñar la primera versión es que el sistema de retroceso de la corredera y cañón fijo en el armazón empleado hasta entonces no es adecuado para cartuchos potentes. Al retroceder la corredera con el cartucho la bala todavía está en el cañón, lleno de gases del disparo a gran presión, el casquillo sale de la recámara del cañón hacia atrás y al no estar sus paredes de latón protegidas por la recámara del cañón el casquillo llega a reventar por la presión de los gases inutilizando el arma.
Browning resuelve el problema con una solución que será empleada a partir de entonces por todos los fabricantes de pistolas de cartuchos potentes. Permite que el cañón retroceda en el armazón en vez de estar fijo, de esta forma el cañón retrocede unido a la corredera (se dice que cañón y corredera van acerrojados) con el casquillo protegido dentro de la recámara hasta un punto en el que la bala ya ha salido del cañón liberando gran parte de la presión y entonces el cañón se detiene liberando la corredera que continúa hacia atrás y realiza el ciclo habitual de expulsión del casquillo, alimentación y amartillado del arma, volviendo por efecto del muelle interno todo el conjunto a su posición original. Este sistema se suele denominar sistema de automatismo por acerrojamiento Browning mientras que el sistema anterior con cañón fijo y corredera móvil recibe el nombre de sistema de automatismo por inercia de masas. 
La pistola incorpora dos seguros, uno en la empuñadura que impide accionar el disparador a no ser que el arma esté firmemente sujeta y otro en el armazón, al alcance del pulgar, que al subirse impide el retroceso de la corredera y la caída del martillo percutor. Posee un cargador de hilera simple de 7 cartuchos y su mecanismo de disparo es de acción simple.
Las experiencias de su desempeño en la Primera Guerra Mundial, aportaron suficiente información para rediseñarla con mínimos cambios, básicamente, al retroceder la corredera en el disparo, podía "pellizcar" la mano a quien la empuñaba, especialmente si la mano era gruesa. En 1926 se produce una nueva versión llamada Colt M1911A1, con una línea de empuñadura mejorada, que reemplazó a la original y es la que se produce desde entonces.

## Modelos civiles
De 1970 y hasta 1983 se manufacturó el modelo Colt Government Mk. IV Serie 70 que introdujo el buje de cañón de mayor precisión tipo "Collet" (1970 a 1988). Entre los años de 1983 y 1988 se introdujo el modelo Colt Government Mk. IV Serie 80 el cual incorporaba un dispositivo de seguridad de aguja percutora que evitaba el movimiento inercial de la misma durante caídas accidentales. De 1991 al año 2001 se produjo la Colt M1991A1 "Old Rollmark Model (ORM)" y a partir del año del 2001 la Colt M1991A1 "New Rollmark Model (NRM)" como alternativas económicas del modelo Mk. IV Serie 80. 

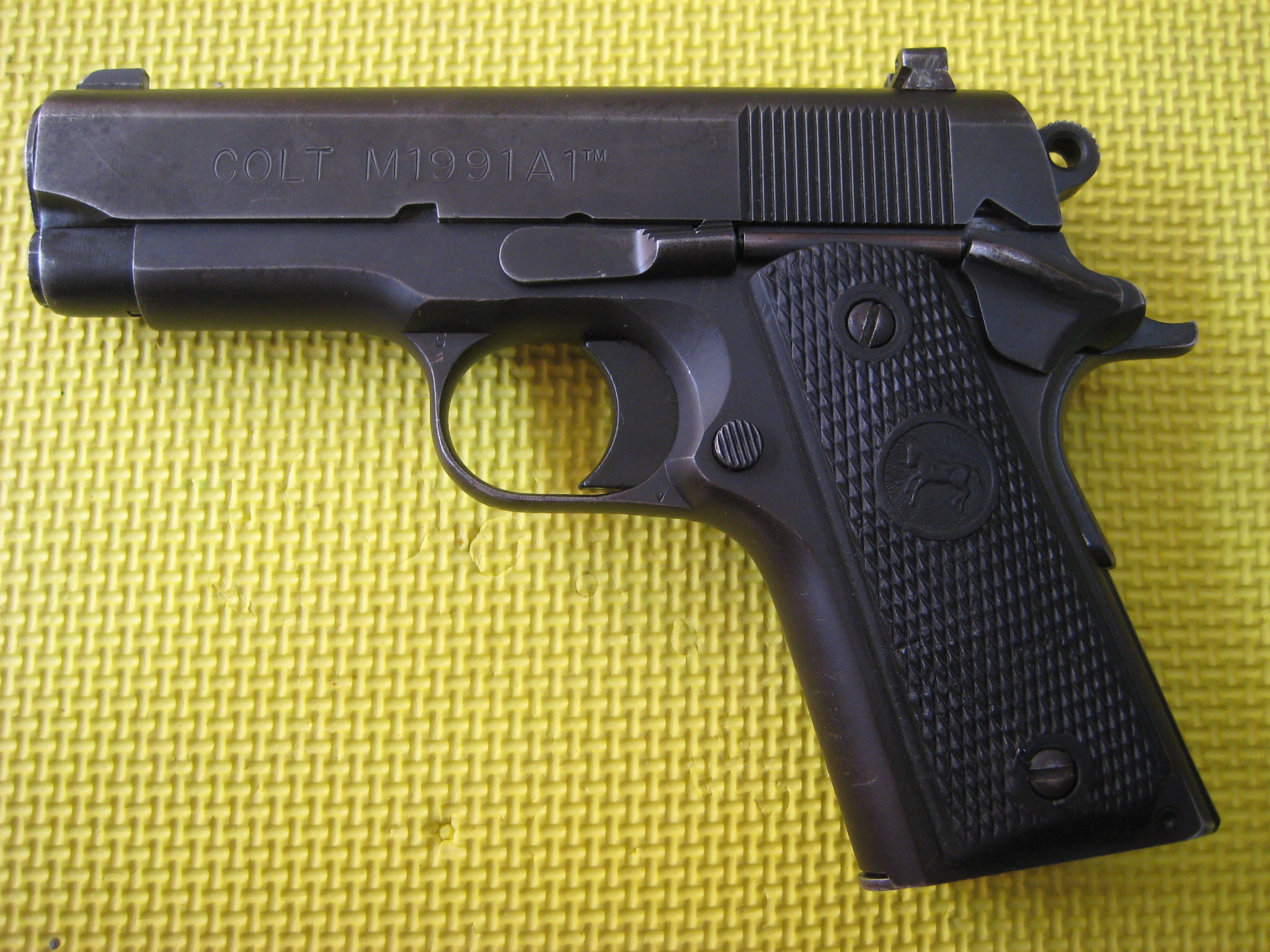
Colt M1991A1 con el estampado viejo (ORM) en corredera

## Licencias de Colt
Solo hay dos países que fueron poseedores de licencias otorgadas por la fábrica COLT para fabricarlas dentro de sus respectivos países. Estos fueron Noruega y Argentina. La primera fue licenciataria de la fabricación de la pistola Colt M1911 que se llamó en Noruega M1914 y Argentina de la fabricación de la M1911 A1 que allí se la designó Modelo 1927 o Sistema Colt Modelo 1927.

### M1914 (Kongsberg)

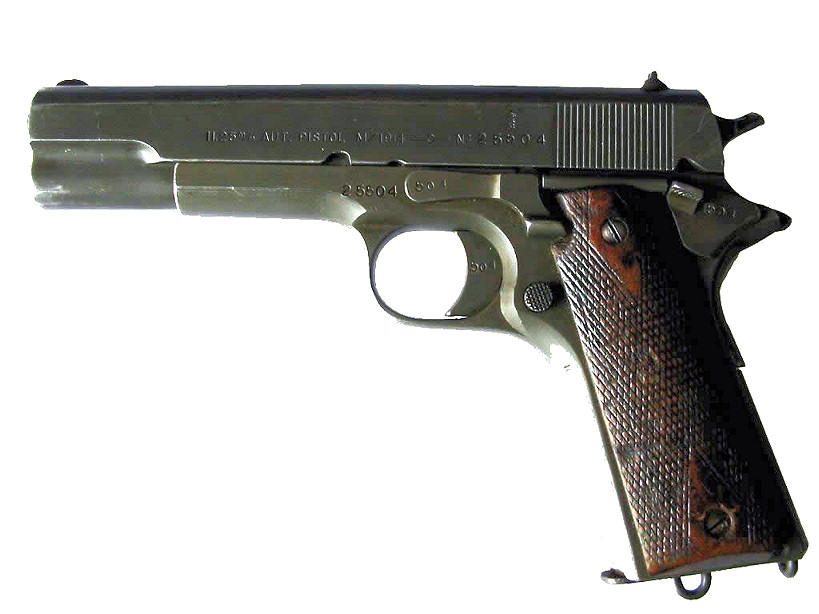
Una Colt Kongsberg.

La fabricación de estas pistolas comenzó en el año 1917, cuando se fabricaron 95 ejemplares con un cuño equivocado que decía "COLT AUT. PISTOL M/1912" eran idénticas a las M1911 excepto por el segrinado del martillo. Luego en 1918 se corrigió el cuño con "11.25 m/m AUT. PISTOL M/1914." Como principal diferencia con la M1911 original, posee la palanca del retén de corredera alargada, para facilitar su accionamiento por el usuario con guantes debido al clima frío imperante en Noruega. Estas pistolas fueron fabricadas por la Kongsberg Vaapenfabrikk bajo licencia de Colt.
Existen algunas de estas pistolas que ostentan las marcas de aceptación de la Waffenamt (WaA84), cuando Alemania ocupó Noruega, siendo éstas un apreciado objeto de colección, ya que solo se produjeron 920 con dicha marca en 1945, aunque la producción durante la ocupación alemana llegó a unas 8000 unidades.

### Modelo 1927 o Sistema Colt Modelo 1927

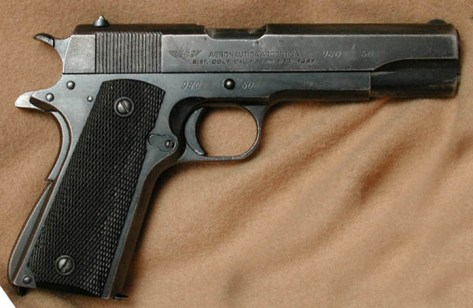
Sistema Colt Modelo Argentino 1927

Argentina desde el año 1916 ya poseía la pistola Colt M1911 como reglamentaria en el Ejército y Armada a esta se la denominó en la Argentina Modelo 1916. Luego se la reemplazó por la M1911A1. Durante la década del 20, según la Ley NAC Secreta N.º: 11266 / 1923 , se comenzó a comprar el know-how de la producción de armamento portátil que incluyó en este caso un contrato con la Colt para la producción de 10 000 pistolas Colt M1911 - A1 para el ejército Argentino con su propia numeración y la provisión de todo el know-how para la producción de esas pistolas en la Argentina, bajo licencia Colt. Esto fue en el año 1927, de allí su denominación Modelo 1927 o Sistema Colt Modelo 1927.